# Гънисън (окръг)
Вижте пояснителната страница за други значения на Гънисън.
Окръг Гънисън (на английски: Gunnison County) е окръг в щата Колорадо, Съединени американски щати. Площта му е 8443 km², а населението - 16 939 души (2017). Административен център е град Гънисън.

## Градове
- Крестед Бют